# Дикуши (деревня)
Дикуши — деревня в Сарапульском районе Удмуртии. До 2021 года входила в состав Девятовского сельского поселения.

## География
Деревня расположена на юго-востоке республики на расстоянии примерно в 20 километрах по прямой к северо-западу от районного центра Сигаева.
Часовой пояс
Деревня Дикуши как и вся Удмуртия, находится в часовой зоне МСК+1. Смещение применяемого времени относительно UTC составляет +4:00.

## Население
| 2010 | 2012 |
| ---- | ---- |
| 93   | ↗95  |

Национальный состав
Согласно результатам переписи 2002 года, в национальной структуре населения русские составляли 81 % из 108 чел..